# Paul Bailey
Paul Bailey (ur. 16 lutego 1937, zm. 27 października 2024) – brytyjski pisarz. Laureat nagrody Somerset Maugham Award w roku 1968 za powieść At the Jerusalem. Dwukrotnie nominowany do nagrody Bookera: za Peter Smart's Confessions (1977) i Gabriel's Lament (1986).